# Захват американских заложников в Иране

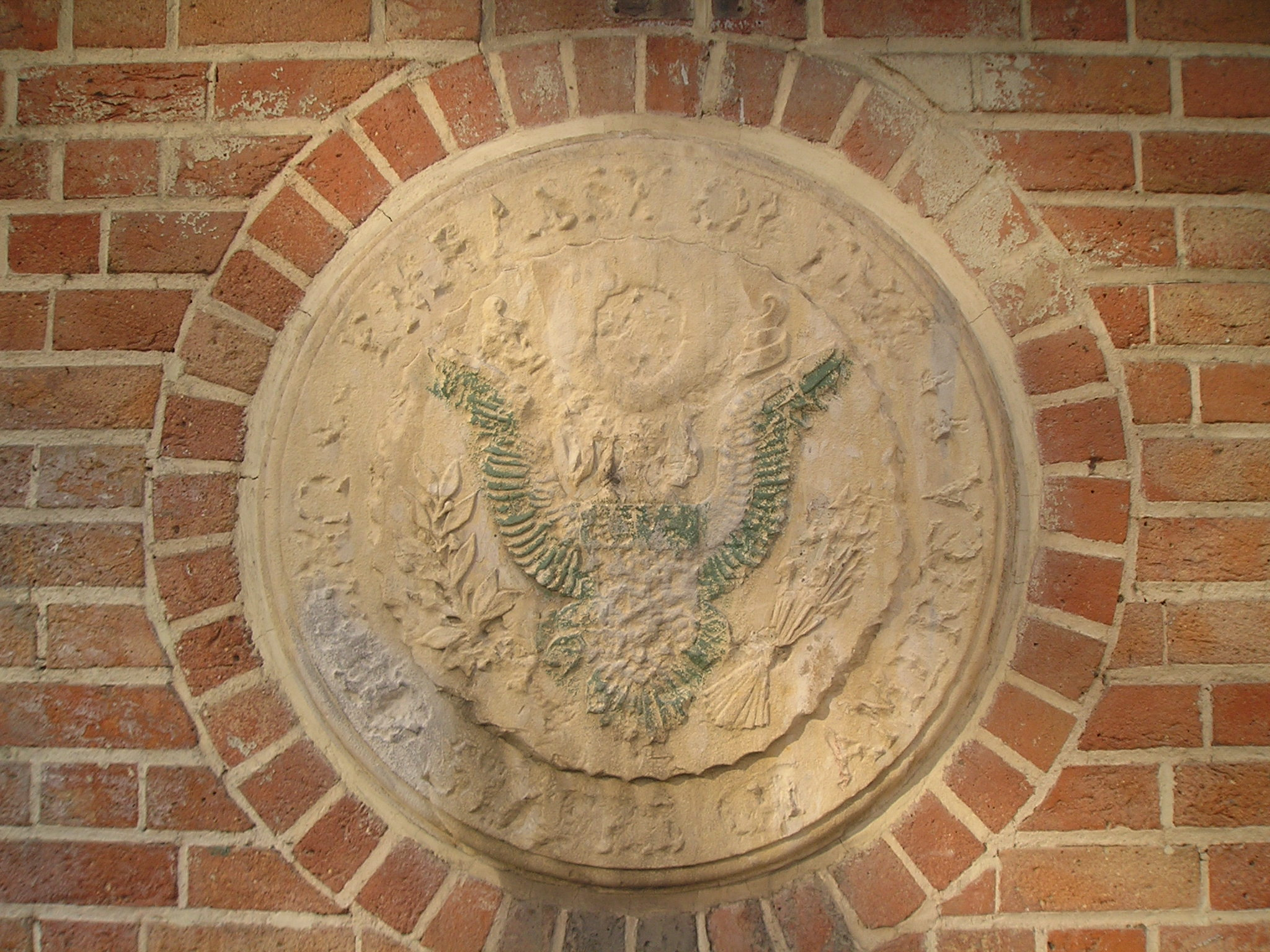
Повреждённый герб США на здании бывшего посольства в Тегеране

Кризис с заложниками в Иране, Иранский кризис с заложниками (англ. Iran hostage crisis) — дипломатический кризис в американо-иранских отношениях в 1979—1981 годах. 4 ноября 1979 года, после Исламской революции в Иране, американское посольство и 66 работавших там дипломатов были захвачены антиамерикански настроенной толпой; захват поддержало новое исламское правительство Ирана. Попытка освободить американских дипломатов путём вооружённой спецоперации провалилась. Заложники были освобождены в день инаугурации Рональда Рейгана 20 января 1981 года в результате переговоров. 
Захват американских дипломатов и неудачная попытка силового освобождения их привели к полному разрыву дипломатических отношений между Ираном и США (не восстановлены по настоящее время) и стали одной из причин поражения на выборах 1980 года действующего американского президента Джимми Картера. 

## Предыстория
В начале 1979 года в Иране произошла Исламская революция; шах Мохаммед Реза Пехлеви бежал из страны, власть перешла в руки временного правительства Ирана. Революция проходила не только под антимонархическими, но под антизападными лозунгами, и поэтому была крайне негативно воспринята западными странами, в том числе и США. В Иране была провозглашена исламская республика, что подразумевало отказ от следования нормам западной демократии, приверженность которым декларировал шахский режим. В экономике был провозглашён особый, исламский путь развития, отвергавший западную модель капитализма. С другой стороны, революционные народные массы враждебно относились к западным странам, считая «засилье Запада» (и прежде всего США) и навязанный им курс «вестернизации» Ирана причиной социально-экономических и культурных потрясений. В 1977—1978 годах шах Мохаммед Реза Пехлеви обращался за помощью в подавлении зреющей революции к президенту США Джимми Картеру; обсуждался даже вариант ввода американских войск в Иран с целью подавления протестов. После революции свергнутый шах бежал сначала в Египет, а затем переехал в США.

## Захват посольства
4 ноября 1979 года Организацией мусульманских студентов было захвачено посольство США в Тегеране. В заложники было взято 66 американских дипломатических работников; шести американским дипломатам удалось избежать захвата и благодаря помощи канадских дипломатов они позднее были тайно вывезены из Ирана. Захватчики требовали от США выдать Ирану свергнутого шаха Мохаммеда Реза Пехлеви, находящегося на лечении в нью-йоркской больнице. 
Нападение на посольство США и взятие заложников было нарушением дипломатического иммунитета, установленного Венской конвенцией о дипломатических сношениях. Территория посольств неприкосновенна, на ней не действуют законы принимающей страны. Президент Джимми Картер квалифицировал нападение на посольство США нарушением международных законов и актом терроризма. США потребовали от Ирана немедленного освобождения американского посольства и удерживаемых дипломатов. Но возглавляемое аятоллой Хомейни правительство отвергло требование США и поддержало захвативших посольство радикалов.
19—20 ноября 1979 года были освобождены 13 заложников — женщины и чернокожие сотрудники посольства.

### Попытка освобождения
В США против военной операции выступал госсекретарь Сайрус Вэнс. Он пытался добиться освобождения заложников. Он говорил, что освобождение заложников должно вестись мирными средствами, путём переговоров, как в своё время именно ему удалось вернуть невредимыми американских заложников в Северной Корее после захвата американского судна «Пуэбло».
Однако другие советники убедили его в успехе такой операции, что с точки зрения предвыборной кампании, конечно, больше привлекало президента, чем длительные переговоры. Когда было решено провести военную операцию по освобождению заложников, Вэнс в знак протеста ушёл в отставку. 
Операция, начавшаяся 24 апреля 1980 года, закончилась провалом — военный вертолёт столкнулся со стоявшим на аэродроме самолётом; погибли восемь американских военнослужащих.
Проваленная весной 1980 года операция по спасению заложников и неспособность разрешить конфликт отрицательно сказались на репутации президента США Джимми Картера и стали одной из причин его сокрушительного поражения на выборах 1980 года.

### Урегулирование
Смерть шаха Мохаммеда Реза Пехлеви 27 июля 1980 года и начавшаяся в сентябре ирано-иракская война побудили иранское правительство вступить в переговоры с США (конфиденциальные контакты начались раньше, с иранской стороны их поддерживал министр иностранных дел Садек Готбзаде, старавшийся урегулировать ситуацию — однако ему не удалось достичь результата из-за жёсткой позиции Хомейни). Посредниками выступили Алжир и Великобритания.
Заложники были освобождены согласно Алжирским соглашениям, при этом было установлено, что США не будут вмешиваться во внутренние дела Ирана, разморозят банковские счета страны и снимут торговые санкции. Обе стороны согласились на создание арбитражного искового трибунала для разрешения конфликтов. 20 января 1981 года 52 дипломата, остававшихся в заложниках, были освобождены, пробыв в заключении 444 дня (ранее, 11 июля 1980 года, один американский дипломат был освобождён иранскими властями по причине серьёзной болезни). 
Также было освобождено небольшое количество заложников, не являющихся дипломатическим персоналом; последний из них был освобождён к концу 1981 года.

## Экономические последствия
7 апреля 1980 года Соединённые Штаты разорвали дипломатические отношения с Ираном; президент Картер своим указом запретил любые финансовые операции с Ираном, и запретил «любому лицу, попадающему под юрисдикцию Соединённых Штатов, любые операции с участием Ирана».